# Joanna Rokita-Jaśkow
Joanna Aneta Rokita-Jaśkow – polska językoznawczyni, dr hab. nauk humanistycznych, profesor Instytutu Filologii Angielskiej Uniwersytetu Pedagogicznego im. Komisji Edukacji Narodowej w Krakowie.

## Życiorys
W 1997 ukończyła studia z zakresu filologii angielskiej na Uniwersytecie Jagiellońskim, 15 grudnia 2005 obroniła pracę doktorską Rozwój leksykalny we wczesnym przyswajaniu języka obcego, 6 marca 2014 habilitowała się na podstawie pracy zatytułowanej Nauczanie języków obcych dzieci w wieku przedszkolnym: aspiracje rodziców a praktyka edukacyjna, w której wskazała znaczne oczekiwania edukacyjne rodziców polskich dzieci w wieku przedszkolnym i nie zawsze odpowiadające im zróżnicowane możliwości edukacyjnych wynikające zarówno z cech samych rodziców (wykształcenie, grupa społeczna, znajomość języków), jak i przedszkola (publiczne czy prywatne, nadzór dyrekcji).
Została zatrudniona na stanowisku profesora nadzwyczajnego w Instytucie Nauk Humanistyczno-Społecznych i Turystyki Podhalańskiej Państwowej Uczelni Zawodowej w Nowym Targu, oraz w Instytucie Neofilologii na Wydziale Filologicznym Uniwersytetu Pedagogicznego im.Komisji Edukacji Narodowej w Krakowie. Awansowała na stanowisko profesora uczelni w Instytucie Filologii Angielskiej Uniwersytetu Pedagogicznego im. Komisji Edukacji Narodowej w Krakowie. Jest prodziekanem na Wydziale Filologicznym Uniwersytetu Pedagogicznego im.Komisji Edukacji Narodowej w Krakowie.
W swych pracach podejmowała problemy wpływu doświadczenia migracji na naukę języka, socjalizacji dzieci dwujęzycznych oraz wczesną naukę języków obcych.